# Finham
Finham är en by och en civil parish i Coventry i West Midlands i England. Finham Civil Parish bildades 1 april 2016. Den har 4 936 invånare (2017).